# Нитти, Франческо Саверио
Франческо Саверио Нитти (итал. Francesco Saverio Nitti; 19 июля 1868, Мельфи — 20 февраля 1953, Рим) — итальянский политик и государственный деятель, премьер-министр Италии с 23 июня 1919 года по 15 июня 1920 года.

## Биография
Получил юридическое образование в Неаполитанском университете имени Фридриха II. По окончании университета работал журналистом в газетах «Gazetta piemontese» и «Corriere di Napoli».
В 1891 году издаёт книгу «Il socialismo cattolico», в которой отметил некоторое сходство между социализмом и системой ценностей католицизма.
В 1892 году Нитти был преподавателем политической экономии. В 1898 году стал профессором финансов Неаполитанского университета.
Будучи давним членом партии «Крайне левая», в 1904 году Нитти стал депутатом парламента Италии от её преемницы, Итальянской радикальной партии. 
В период с 1911 по 1914 год был министром сельского хозяйства, торговли и промышленности в кабинете Джованни Джолитти. В 1917 году получил портфель министра финансов в кабинете Витторио Эмануэле Орландо, проработав в этой должности 2 года.
23 июня 1919 года Нитти назначен премьер-министром Италии. В новом кабинете стал также министром внутренних дел. С 20 марта по 21 мая 1920 года исполнял также обязанности министра колоний. 
Во время премьерства Нитти в Италии были большие социальные волнения в результате подписания им Версальского договора, которым немало итальянцев были крайне недовольны. В результате 16 июня 1920 года место премьера уже в пятый раз занял Джованни Джолитти.
Франческо Саверио Нитти был в жёсткой оппозиции к фашизму. В 1922 году подал заявление о выходе из состава парламента в знак протеста против фашистского правительства Бенито Муссолини. После многочисленных вооружённых действий фашистов, начавшихся во время выборов 1921 года, он эмигрировал в Швейцарию и поселился в Цюрихе. С 1926 года жил в Париже, где был одним из организаторов антифашистского сопротивления. В 1943 году был арестован СС и депортирован. В нацистской Германии книги Нитти были среди сжигаемых.
Вернулся в Италию уже после Второй мировой войны и был избран в Сенат Италии от национал-демократов, позже от Итальянской социалистической партии.
Франческо Нитти выступал за нейтралитет страны и был категорическим противником итальянского участия в НАТО.
Скончался 20 февраля 1953 года в Риме.